# La ninfa de la fuente
La ninfa de la fuente es una obra del pintor alemán del siglo XVI Lucas Cranach el Viejo. Representa a la ninfa (también denominada náyade) de la fuente de Castalia, fuente de inspiración de poetas y filósofos.
Desnuda pero con un sutil velo transparente, tumbada de manera algo antinatural, refleja ecos de la Venus de Giorgione. Al fondo, el paisaje refleja el escenario común de muchas pinturas mitológicas y contribuye al clima emotivo de la obra.
Contiene una cartela como la Venus de Tiziano, cuyo contenido dice: FONTIS NYMPHA SACRI SOMNVM / NE RVMPE QVIESCO, relacionado con el comienzo de un epigrama del humanista Giovanni Campani. El texto podría traducirse de la siguiente manera: Soy la ninfa de la fuente sagrada. No interrumpas mi sueño mientras estoy descansando.
Perteneció a Hans Thyssen-Bornemisza quién la legó a su hija Margit, condesa de Batthyány, pero en 1986, el barón Hans Heinrich Thyssen-Bornemisza la recuperó para el conjunto de cuadros instalado en Villa Favorita.